# سیر در عرش

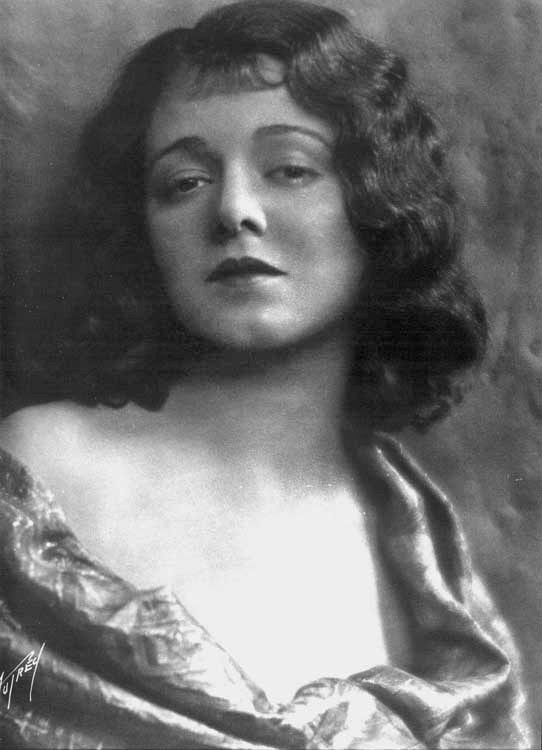
جَنِت گِینور در سال ۱۹۲۷

سیر در عرش (به انگلیسی: Seventh Heaven, 7th Heaven) فیلمی به کارگردانی فرانک بورزیگی محصول کشور ایالات متحده است.

## بازیگران
- جنت گینور
- چارلز فارل
- بن بارد
- دیوید باتلر
- امیل شوتار
- ماری موسکینی
- گلادیس براک‌ول
- آلبرت گران